# گوی‌لر

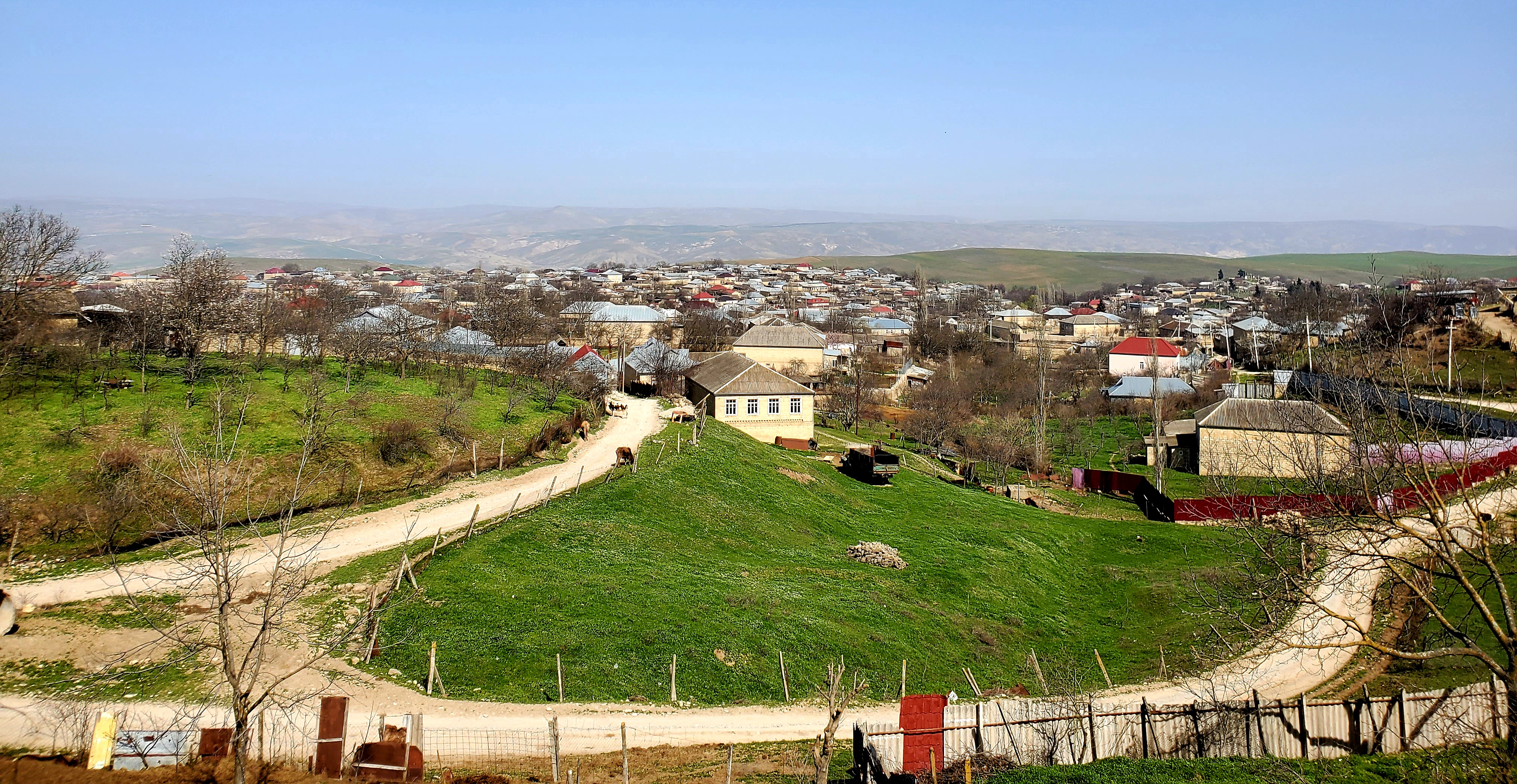
نمایی از منطقه مسکونی گوی‌لر، آذربایجان - ۲۰۲۲

گوی‌لر (به لاتین: Göylər) یک منطقه مسکونی در جمهوری آذربایجان است که در شهرستان شماخی واقع شده‌است. گوی‌لر ۶۸۴۴ نفر جمعیت دارد و پرجمعیت‌ترین ناحیه پس از شماخی در این شهرستان است.